# Melaleuca minutifolia
Melaleuca minutifolia är en myrtenväxtart som beskrevs av Ferdinand von Mueller. Melaleuca minutifolia ingår i släktet Melaleuca och familjen myrtenväxter. Inga underarter finns listade i Catalogue of Life.